# Открытый чемпионат Майами по теннису 2018
Открытый чемпионат Майами по теннису 2018 года — ежегодный профессиональный теннисный турнир, в 33-й раз проводившийся в Ки-Бискейне, Майами на открытых хардовых кортах. Мужской турнир имеет категорию ATP Masters 1000, а женский — WTA Premier Mandatory.
Соревнование продолжает мини-серию из двух турниров, основная сетка которых играется более 1 недели.
Соревнования были проведены на кортах Tennis Center at Crandon Park — с 19 марта по 1 апреля 2018 года.
Прошлогодние победители:
- мужчины одиночки —  Роджер Федерер.
- женщины одиночки —  Йоханна Конта.
- мужчины пары —  Лукаш Кубот /  Марсело Мело.
- женщины пары —  Габриэла Дабровски /  Сюй Ифань.

## Общая информация
Мужской одиночный турнир собрал семь представителей Top-10 мирового рейтинга. В турнире из-за травмы правого бедра не смог принять участие № 2 в мире и прошлогодний финалист Рафаэль Надаль. Посев возглавил лидер мирового рейтинга и прошлогодний победитель Роджер Федерер. Швейцарский теннисист на этот раз проиграл в первом для себе матче на турнире на стадии второго раунда теннисисту из квалификации Танаси Коккинакису. Шестикратный чемпион турнира Новак Джокович имел на турнире девятый номер посева и также выступил неудачно, проиграв во втором раунде французу Бенуа Перу. До финала смогли дойти № 4 посева Александр Зверев и № 14 Джон Изнер. По итогу победу одержал Изнер, для которого этот титул стал первым в карьере на турнирах серии Мастерс в одиночном разряде. Он стад первым американцем с 2010 года, кому удалось выиграть мужские одиночные соревнования этого домашнего турнира. В основном турнире приняли участие пять представителей России, но не один из них не смог пройти дальше третьего раунда.
В мужском парном разряде победу одержали также американцы — четвёртые номера посева Боб и Майк Брайаны, которые в финале обыграли российскую пару Андрей Рублёв и Карен Хачанов. Для братьев Брайанов победа стала пятой на турнире в Майами и по этому показателю они стали единственными рекордсменами в мужском парном разряде. Прошлогодние чемпионы Лукаш Кубот и Марсело Мело защищали свой титул под первым номером посева, однако выбыли уже в первом раунде.
Женский одиночный турнир собрал всех теннисисток из первой десятки. Возглавила посев № 1 в мире на тот момент Симона Халеп. Румынская теннисистка проиграла на стадии третьего раунда польке Агнешке Радваньской. Под вторым номером посева сыграла прошлогодняя финалистка Каролина Возняцки, но и она выступила неудачно, проиграв во втором раунде Монике Пуиг. Прошлогодняя чемпионка Йоханна Конта защищала свой титул под 11-м номером посева, но на этот раз добралась только до четвёртого раунда, в котором уступила Винус Уильямс. Главной сенсацией турнира стала американка Даниэль Коллинз, которая начав с квалификации смогла дойти до полуфинала. Хорошо смогла сыграть на турнире его трёхкратная чемпионка Виктория Азаренко, которая вернулась к игре после рождения ребёнка. Азаренко, получившая уайлд-кард, смогла выйти в полуфинал турнира, в котором её обыграла № 13 посева Слоан Стивенс. Американская теннисистка не остановилась на достигнутом и в финале нанесла поражение № 6 посева Елене Остапенко. Таким образом, как и в мужских соревнованиях победу одержала местный представитель. Для Стивенс этот титул стал первым на уровне «Premier Mandatory». В основной сетке турнира приняло участие шесть россиянок, но ни одной из них не удалось пройти дальше третьего раунда.
Главный парный приз у женщин достался паре Эшли Барти и Коко Вандевеге, не имевшим изначального посева. В финале они обыграли шестых номеров посева Барбору Крейчикову и Катерину Синякова. Прошлогодние победительницы Габриэла Дабровски и Сюй Ифань выступали в качестве третьего номера посева, но уже в первом раунде проиграли Элизе Мертенс и Деми Схюрс.

## Соревнования

### Мужчины. Одиночный турнир
Джон Изнер обыграл  Александра Зверева со счётом 6-7(4), 6-4, 6-4.
- Изнер выиграл 1-й одиночный титул в сезоне и 13-й за карьеру в основном туре ассоциации.
- Зверев сыграл 1-й одиночный финал в сезоне и 10-й за карьеру в основном туре ассоциации.

### Женщины. Одиночный турнир
Слоан Стивенс обыграла  Елену Остапенко со счётом 7-6(5), 6-1.
- Стивенс выиграла 1-й одиночный титул в сезоне и 6-й за карьеру в туре ассоциации.
- Остапенко сыграла 1-й одиночный финал в сезоне и 6-й за карьеру в туре ассоциации.

### Мужчины. Парный турнир
Боб Брайан /  Майк Брайан обыграли  Андрея Рублёва /  Карена Хачанова со счётом 4-6, 7-6(5), [10-4].
- братья Брайаны выиграли 1-й совместный титул в сезоне и 115-й (117-й для Майка) за карьеру в основном туре ассоциации.

### Женщины. Парный турнир
Эшли Барти /  Коко Вандевеге обыграли  Барбору Крейчикову /  Катерину Синякова со счётом 6-2, 6-1.
- Барти выиграла 1-й парный титул в сезоне и 6-й за карьеру в туре ассоциации.
- Вандевеге выиграла 1-й парный титул в сезоне и 3-й за карьеру в туре ассоциации.